# NGC 1662
NGC 1662，也稱為科林德55（Cr 55），是位於獵戶座的一個鬆散的疏散星團。它的視星等為7.6等，視直徑大約20弧分 。它是弗里德里希·威廉·赫歇爾於1784年1月18日發現的。

## 位置

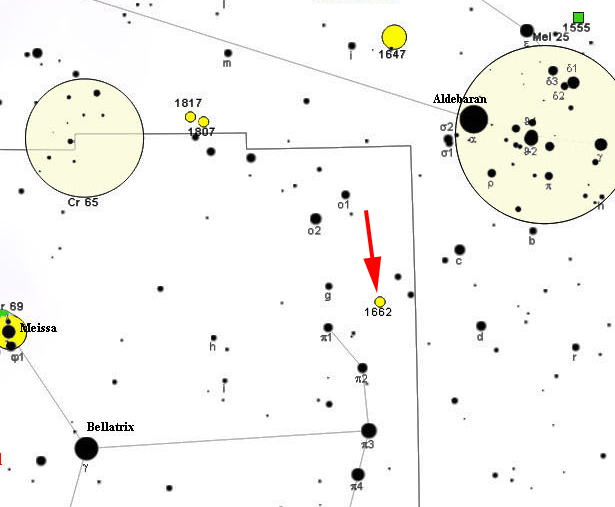
NGC 1662在夜空中的位置位於。

NGC 1662位於恆星獵戶座Pi1的東北方1.7°。

## 外部連結
- CCD image of NGC 1662, Velimir Popov & Emil Ivanov, 2018[永久]